# Discocactus zehntneri
Discocactus zehntneri es una especie de planta suculenta perteneciente al género Discocactus, dentro de la familia Cactaceae. Es endémica del noreste de Brasil (concretamente de los estados de Bahía y Piauí).

## Descripción
Discocactus zehntneri es una especie de cactus pequeño que crece de forma solitaria y tiene forma globular deprimida. Los tallos miden de 3 a 8 cm de alto y de 5,5 a 13,6 cm de diámetro. Tienen la epidermis de color verde claro a verde oscuro y sus raíces son ramificadas.
Presenta de 12 a 21 costillas bien definidas dispuestas en espiral. Se encuentran divididas en tubérculos que van de redondeados a alargados. Sobre ellos se asientan areolas ovaladas por encima del nivel del suelo (de 3 a 5 por costilla). No aparecen hundidas y miden de 3 a 13 mm de largo, con un ancho de 2 a 10 mm.

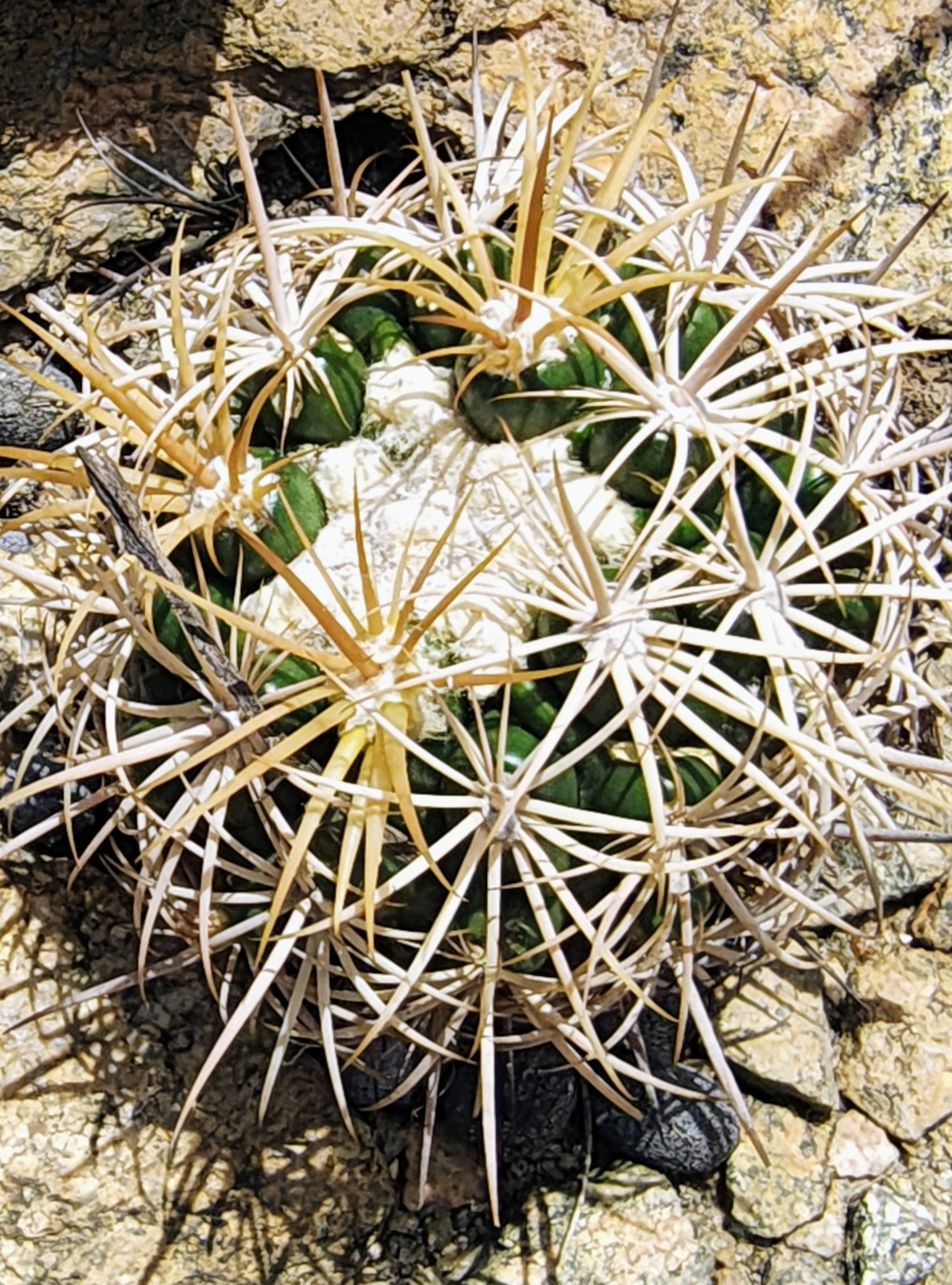
Detalle de las espinas

Las espinas son de color gris a marrón y suelen poseer de 1 a 2 espinas centrales erectas (que pueden faltar), de 3,5 a 7 cm de largo y de 1 a 2 mm de diámetro. También tienen de 7 a 14 espinas radiales, de 2,2 a 7,5 cm de largo y de 1 a 2 mm de diámetro.
En el ápice de las planta adultas se forma una estructura lanosa llamada cefalio, el cual mide de 1 a 3,5 cm de altura y de 2 a 4,5 cm de diámetro. Está compuesto por lana de color blanco a grisáceo y en su periferia presenta cerdas grises con la punta de color marrón claro a naranja, de 0,7 a 6 cm de largo. Esta estructura protege el extremo apical más sensible de la planta, tanto de las incidencias del frío nocturno como de las radiaciones ultravioletas demasiado intensas. Además, se cree que este cefalio tiene una función de atracción de polinizadores, ya que incluso antes de aparecer las flores suelen ser muy vistosos.
Las flores son blancas, de aroma dulce (fragantes) y tienen forma tubular. Surgen en el borde del cefalio, se abren por la noche y son polinizadas por polillas. Miden de 3,3 a 7,7 cm de largo y de 3,5 a 5,5 cm de diámetro, y los botones florales son de color verde. Su pericarpelo (ovario) es desnudo y de color crema a blanco. El tubo floral (receptáculo) es delgado, mide 0,7 a 2,2 cm de largo y tiene escamas carnosas de color blanco a marrón. Los segmentos internos del perianto miden de 1,7 a 2,5 cm de largo y son de color blanco, y los externos, miden de 1,9 a 3,5 cm de longitud y son de color blanco a verde claro. Los estambres tienen filamentos de 1 a 5 mm de largo, el estilo mide de 2,6 a 3 cm de longitud y el estigma presenta 5 lóbulos de 5 mm.

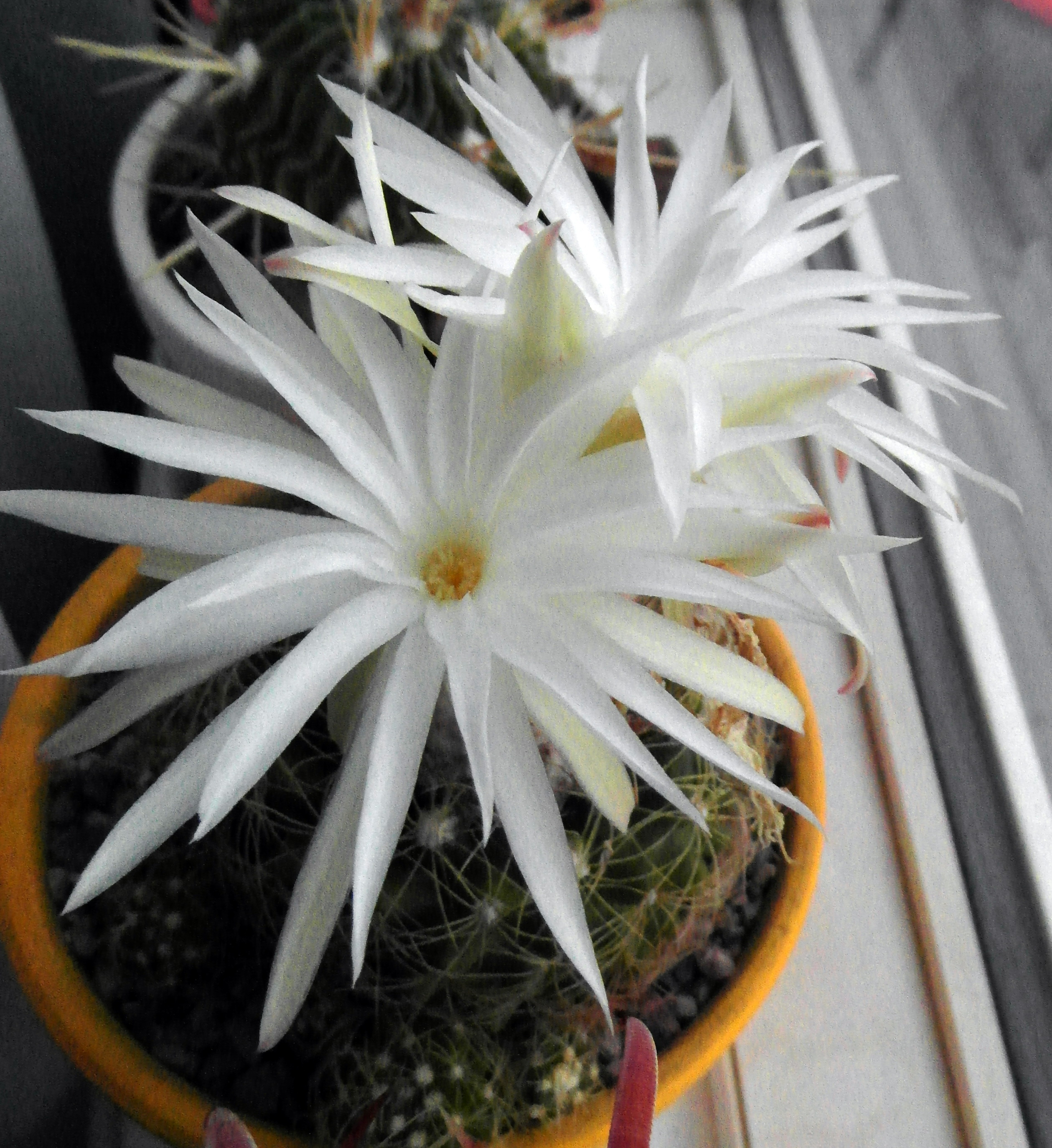
Detalle de la flor de Discocactus zehntneri subsp. boomianus

Los frutos son de color rojo brillante, blanco o verdoso. Cuando están maduros se abren longitudinalmente y conservan restos florales persistentes. Miden de 1,8 a 4,6 cm de largo y de 0,6 a 0,9 cm de ancho. En su interior contienen semillas negras brillantes y de forma ovalada. Miden de 0,8 a 2 mm de largo y de 0,8 a 2,3 mm de ancho, con la testa cubierta de tubérculos pequeños alargados.

## Distribución y hábitat
El área de distribución nativa de esta especie es el noreste de Brasil (concretamente desde el centro y norte de Bahía hasta el sureste de Piauí). Crece principalmente en el bioma tropical estacionalmente seco, a elevaciones que oscilan entre los 400 y 1100 metros sobre el nivel del mar.

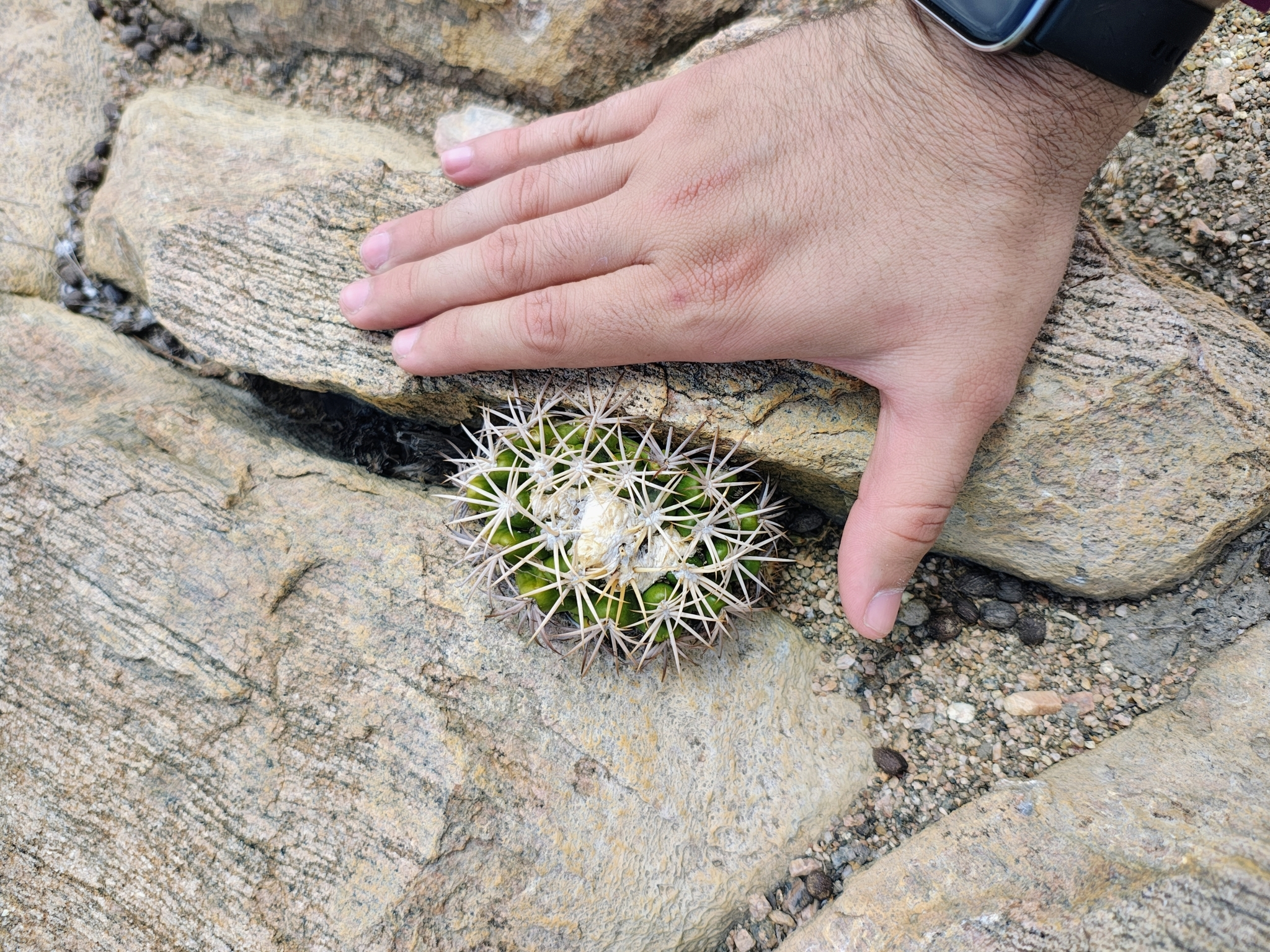
Planta creciendo entre rocas

Habita sobre rocas de gneis expuestas y suelos pedregosos de la caatinga, una ecorregión exclusiva del noreste de Brasil. La caatinga se caracteriza por su clima semiárido, vegetación xerófila y largas estaciones secas.

## Taxonomía
Discocactus zehntneri fue descrita por los botánicos estadounidenses Nathaniel Lord Britton y Joseph Nelson Rose y publicada por primera vez en el libro The Cactaceae; descriptions and illustrations of plants of the cactus family 3: 218 en 1922.
Etimología
- Discocactus: nombre genérico formado a partir de las palabras griegas diskos (que significa 'disco', en el sentido de 'plano') y kaktos (que significa 'cardo' o 'planta espinosa'), haciendo referencia al carácter discoidal y aplanado de la mayoría de sus especies.[8]
- zehntneri: epíteto otorgado en honor al biólogo suizo Leo Zehntner.[9]

### Subespecies
Actualmente se distinguen cuatro subespecies:
| Imagen | Subespecie                                                                     | Descripción | Distribución                        |
| ------ | ------------------------------------------------------------------------------ | --- | ----------------------------------- |
|        | Discocactus zehntneri subsp. alagoinhensis Zachar & Halfar                     | No hay información | Nordeste de Brasil (Piauí)          |
|        | Discocactus zehntneri subsp. boomianus (Buining & Brederoo) N.P.Taylor & Zappi | Generalmente discoide, con espinas amarillentas con puntas oscuras, las flores miden hasta 9 cm de largo. Tiene raíces tuberosas.          | Nordeste de Brasil (norte de Bahía) |
|        | Discocactus zehntneri subsp. mirohalfarii Zachar                               | No hay información | Nordeste de Brasil (Piauí)          |
|        | Discocactus zehntneri subsp. zehntneri                                         | Generalmente globoso y completamente cubierto de espinas blancas delgadas, como agujas, la flor mide unos 3 cm de largo y el fruto es rojo | Nordeste de Brasil (norte de Bahía) |

Sinonimia
- Sinónimos de Discocactus zehntneri subsp. alagoinhensis: (no tiene)
- Sinónimos de Discocactus zehntneri subsp. boomianus:
  - Discocactus araneispinus Buining & Brederoo, 1976
  - Discocactus boomianus Buining & Brederoo, 1971
  - Discocactus zehntneri subsp. araneispinus (Buining & Brederoo) P.J.Braun & Esteves, 1995
  - Discocactus zehntneri subsp. horstiorum (P.J.Braun) P.J.Braun & Esteves, 1995
  - Discocactus zehntneri var. araneispinus (Buining & Brederoo) P.J.Braun, 1990
  - Discocactus zehntneri var. boomianus (Buining & Brederoo) P.J.Braun, 1990
  - Discocactus zehntneri var. horstiorum P.J.Braun, 1990

- Sinónimos de Discocactus zehntneri subsp. mirohalfarii: (no tiene)
- Sinónimos de Discocactus zehntneri subsp. zehntneri:
  - Discocactus albispinus Buining & Brederoo, 1974
  - Discocactus zehntneri var. albispinus (Buining & Brederoo) P.J.Braun, 1990
  - Discocactus zehntneri subsp. albispinus (Buining & Brederoo) P.J.Braun & Esteves, 1995
  - Discocactus zehntneri f. albispinus (Buining & Brederoo) Říha, 1983
  - Discocactus zehntneri subsp. mirohalfarii Zachar, 2021

## Estado de conservación

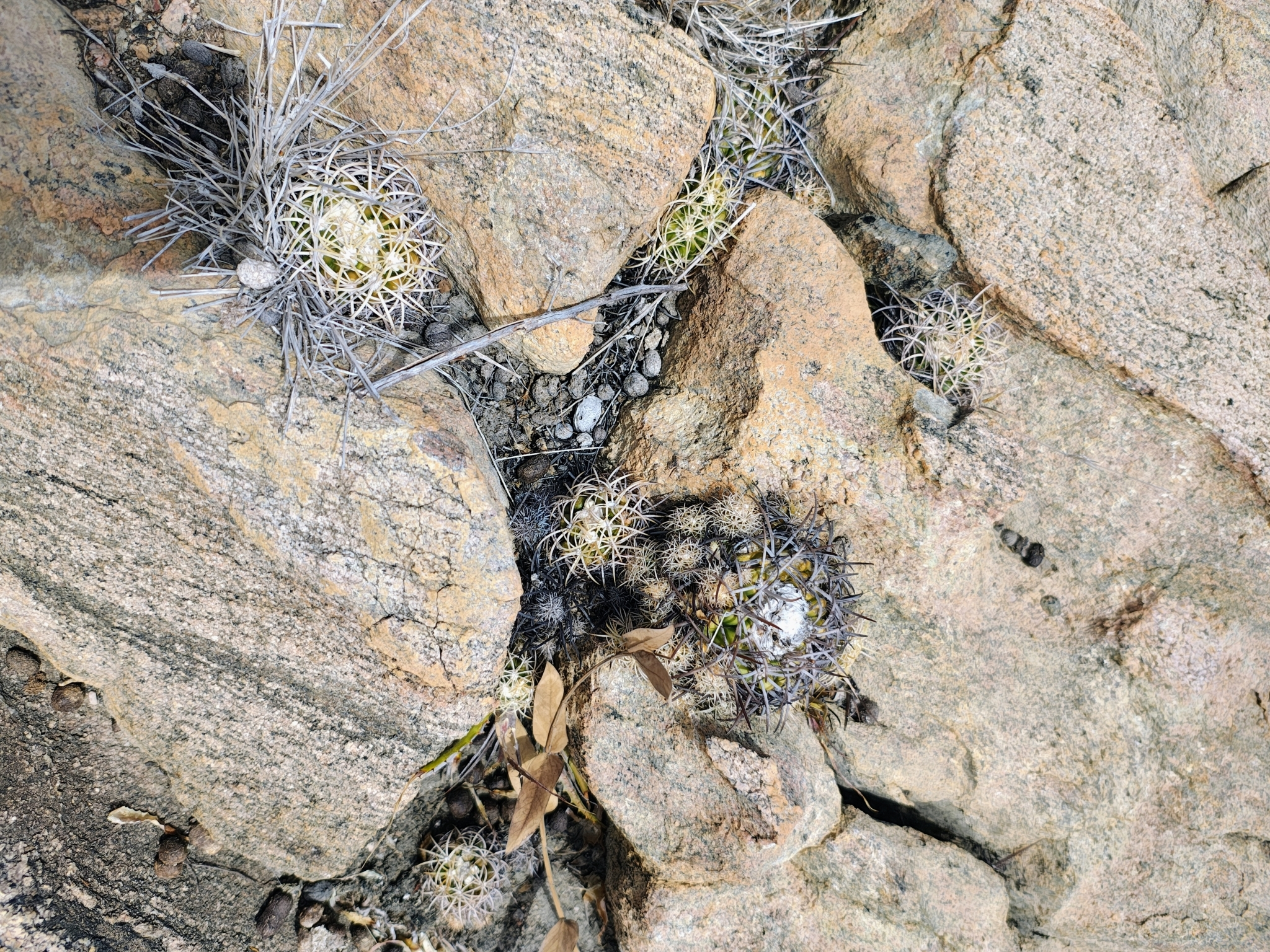
Planta en su hábitat

En la Lista Roja de Especies Amenazadas de la UICN, la especie está clasificada como “Casi Amenazada (NT)”.
Las principales amenazas que sufre la especie se deben al deterioro del hábitat por efecto de la explotación de canteras de roca, arena y mineral de hierro. Además, parte de su hábitat se inundó como consecuencia de la construcción de la presa de Sobradinho en la década de 1970.

## Usos

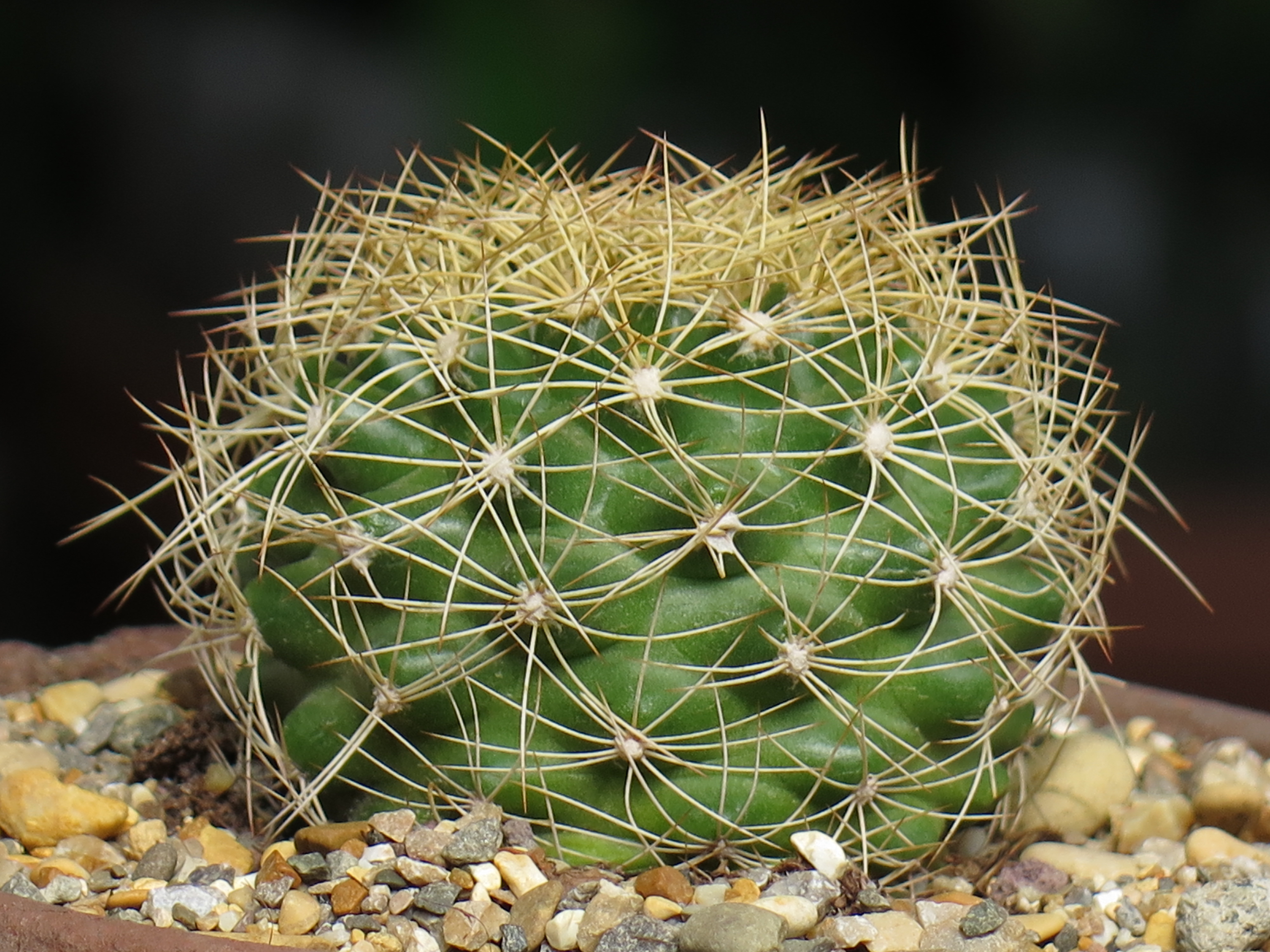
Cultivo en maceta de Discocactus zehntneri subsp. boomianus

Se cultiva principalmente como planta ornamental debido a su valor estético. Su propagación se realiza, en la mayoría de los casos, mediante semillas. No obstante, es una especie notoriamente difícil de cultivar, especialmente cuando se mantiene en sus propias raíces, ya que presenta una alta sensibilidad a las heladas. Se recomienda mantenerla a temperaturas superiores a los 15 °C, aunque puede tolerar hasta 8 °C si se encuentra injertada.
Esta especie requiere exposición a pleno sol, aunque puede beneficiarse de sombra parcial durante las horas más calurosas del día. Las plántulas jóvenes se injertan con frecuencia sobre portainjertos más resistentes, debido a su lento crecimiento y a la elevada susceptibilidad a la pudrición radicular. Aunque no tolera periodos prolongados de sequía absoluta, el exceso de riego también resulta perjudicial, ya que su sistema radicular es débil e ineficaz para absorber agua en suelos saturados.
Además, Discocactus zehntneri suele mostrar sensibilidad al trasplante y puede requerir un periodo prolongado para adaptarse y establecerse adecuadamente en un nuevo sustrato. 